# Биологичен продукт
Биологичен продукт е продукт, които е отгледан без използването на пестициди, хормони или какъвто и да е вид синтетични химикали. Производството на този вид продукти се извършва съгласно строги стандарти. Според справочника за потребители на биологични продукти, издаден от фондация „Тайм“ и Българската национална асоциация на потребителите биологичната храна е продукт на биологичното земеделие. При биологичната храна е забранено използването на гененномодифицирани организми.
Сертифицираното биологично производство датира от 80-те години на миналия век. В началото на този период броят на този вид стопанства е сравнително малък, но през 90-те години започва динамично развитие. С всяка изминала години все повече хора започват да търсят незамъсрени и качествени продукти. Това търсене се дължи на факта, че е все по трудно да намерим качествени продукти в обикновените магазини.